# Anticorpi anti-dsDNA
Gli anticorpi anti-dsDNA, anche chiamati anti-DNA nativo, sono autoanticorpi antinucleo diretti contro la doppia elica del DNA (dsDNA è sigla dell'inglese double stranded DNA), associati a numerose malattie autoimmuni, in particolare al lupus eritematoso sistemico, dove sono presenti in oltre il 70% dei casi. Il valore plasmatico di tali anticorpi è inoltre correlato all'andamento clinico del LES.
Tali anticorpi sono presenti anche nella connettivite indifferenziata, nelle tiroiditi autoimmuni e nell'AIDS.